# Talsperre Bastelos
Die Talsperre Bastelos (portugiesisch Barragem de Bastelos) liegt in der Region Nord Portugals im Distrikt Bragança. Sie staut den Bastelos zu einem Stausee auf. Die Kleinstadt Mogadouro befindet sich ungefähr sechs Kilometer südwestlich der Talsperre.
Die Talsperre wurde 1993 fertiggestellt. Sie dient der Trinkwasserversorgung. Die Talsperre ist im Besitz der Kreisverwaltung, der CM Mogadouro.

## Absperrbauwerk
Das Absperrbauwerk ist ein Staudamm mit einer Höhe von 23,2 m über der Gründungssohle (22 m über dem Flussbett). Die Dammkrone liegt auf einer Höhe von 625,5 m über dem Meeresspiegel. Die Länge der Dammkrone beträgt 122 m.
Der Staudamm verfügt sowohl über einen Grundablass als auch über eine Hochwasserentlastung. Über die Hochwasserentlastung können maximal 130 m³/s abgeleitet werden. Das Bemessungshochwasser liegt bei 153 m³/s; die Wahrscheinlichkeit für das Auftreten dieses Ereignisses wurde mit einmal in 1.000 Jahren bestimmt.

## Stausee
Beim normalen Stauziel von 624 m (maximal 625,4 m bei Hochwasser) erstreckt sich der Stausee über eine Fläche von rund 0,176 km² und fasst 1,2 Mio. m³.